# Piero Gros
Piero "Pierino" Gros (* 30. října 1954, Sauze d'Oulx, Itálie) je bývalý italský alpský lyžař. Na olympijských hrách v Innsbrucku roku 1976 vyhrál závod ve slalomu. Jeho nejlepšími výsledky z mistrovství světa jsou druhé místo ve slalomu z roku 1978 a třetí místo z obřího slalomu z roku 1974. Stal se celkovým vítězem světového poháru v roce 1974, roku 1976 byl druhý. V roce 1974 triumfoval ve světovém poháru celkově i v obřím slalomu. V seriálu zaznamenal dvanáct vítězství, 35krát stál na stupních vítězů.
Závodní kariéru ukončil v roce 1982, ve 27 letech. V letech 1985-1990 byl starostou své rodné obce Sauze d'Oulx. Pracoval též jako sportovní komentátor pro různé televizní stanice, včetně RAI. Zastával různé výkonné funkce v organizačním výboru mistrovství světa 1997 v Sestriere a na Zimních olympijských hrách v Turíně roku 2006 byl vedoucím dobrovolníků. Na zahajovacím ceremoniálu nesl olympijskou pochodeň. Jeho syn Giorgio (nar. 1981) je rovněž bývalým alpským lyžařem.